# Aymon Ier de Genève
Pour les articles homonymes, voir Aymon Ier et Aymon de Genève.
Aymon ou Aimon Ier de Genève, mort en 1128, est comte de Genève de 1080 à 1128. Il est le fils de Gérold, comte de Genève, et de Thetberge/Thietburge.

## Biographie

### Origines
Aymon ou Aimon est le premier comte de la dynastie des Géroldiens à être bien connu.
Il est mentionné pour la première fois dans un acte de 1080 avec sa filiation, son père le comte Gérold et son demi-frère Conon, à qui il a succédé. Cet acte est une donation à l'église de la paroisse de Saint-Marcel, dans l'Albanais, donnée par ses parents à l'abbaye d'Ainay vingt ans plus tôt. Cette politique de soutien à l'Église se poursuit sous son règne avec notamment le soutien à la fondation d'un prieuré à Saint-Innocent, sur les rives du lac du Bourget, en 1084.
En 1090, un acte de confirmation mentionne Ita ou Ida de Faucigny comme épouse du comte Aymon.
Le comte donne, vers 1091, la vallée de Chamonix, « toute l'étendue de pays comprise entre le torrent de la Diosaz, le Mont-Blanc et le col de Balme, consistant en terres labourables, forêts, pâturages et chasses », aux moines bénédictins de l'abbaye de Saint-Michel-de-la-Cluse, située en Piémont,,. Sa mère, Thietburge, pourrait être la fille de Rodolphe de Rheinfelden. Elle a eu pour premier époux le seigneur Louis Ier de Faucigny, Aymon a pour demi-frères le seigneur Guillaume Ier ainsi que Guy, évêque de Genève (1083-1119),,,. C'est la raison pour laquelle on trouve ses deux derniers comme témoins de l'acte de fondation de l'abbaye.
Il est désigné à la mort du comte Humbert II, vers 1103, comme membre du conseil comtal auprès du jeune comte Amédée III de Savoie aux côtés de la comtesse de Savoie, Gisèle de Bourgogne, l'évêque de Maurienne, Conon Ier, probablement son parent et le grand seigneur Guy de Miribel.

### Conflit avec l'évêque de Genève
Le pouvoir comtal à cette période rivalise avec les ecclésiastiques que l'on retrouve notamment dans les nominations, s'opposant ainsi à la réforme grégorienne qui se met en place,. Le comte profite de ce que le siège épiscopal est entre les mains de son demi-frère Guy de Faucigny pour accaparer une partie des droits du diocèse de Genève en tant qu'avoué, voire selon Pierre Duparc en abusant de son pouvoir pour « s'approprier, d'une manière plus directe encore, des biens d'Église, des revenus épiscopaux, des églises ou des dîmes »,. Aymon poursuit en imposant son pouvoir sur la ville par l'édification d'un château dans la ville haute, dominant ainsi le Bourg-de-Four et la porte orientale de la cité,,. Le château sera d'ailleurs mentionné pour la première fois dans l'accord de Seyssel.
Face à l'affirmation du pouvoir comtal, le nouvel évêque de Genève, Humbert de Grammont, s'oppose vigoureusement,,. Le prélat réclame le retour de l'ensemble des biens que le comte a pris à l'Église,. Il finit par excommunier le comte,,. Le conflit entre les deux puissants se règle lors d'un accord ou traité signé à Seyssel en 1124, probablement mi-décembre,,. En effet, le comte Aymon va à la rencontre de l'évêque qui revient de Vienne et celle-ci se fait au niveau de cette cité.
Ce traité prévoit en effet l'abandon des prétentions temporelles du comte sur la ville de Genève au profit de l'évêque,. Le comte ne garde plus que le château du Bourg-de-Four. Il obtient en contrepartie certains droits et biens de l'évêque dans le comté. Le conflit n'est cependant pas terminé et les successeurs d'Aymon seront encore en conflit avec le pouvoir épiscopal de Genève, qui ne trouveront une fin qu'en 1219.

## Famille
Fils du comte Gérold et de Thetberge de Rheinfelden. Cette dernière était veuve en premières noces du seigneur Louis Ier de Faucigny. Il a donc pour frères utérins Guillaume Ier et l'évêque de Genève, Guy de Faucigny,,,. Il est aussi mentionné comme un neveu de Conon I, évêque de Maurienne.
Aymon épouse (v. 1090 ou 1095) It(t)a ou Ida, pour les uns de Faucigny, probablement fille de Louis Ier, seigneur de Faucigny et de sa femme Thetberge, faisant d'elle sa demi-sœur, pour d'autres, notamment Frédéric Charles Jean Gingins de la Sarraz, elle appartiendrait à la de Glâne,. Pierre Duparc relève, dans son ouvrage sur le comté de Genève, que « L'origine de sa femme Ita reste encore inconnue ; il ne semble pas en particulier qu'elle soit issue de la famille de Faucigny, ni de celle de Glâne », en raison de l'absence de sources probantes pour l'une ou l'autre hypothèse.
Aymon et Ita ont trois enfants :
- Gérold (v. 1090[ReG 4]95 ? - 1154 ?) ;
- Amédée Ier († 1178), futur comte ;
- Guillaume († av. 1153) ;
- (?) Lecerina / Laure (1096 - 1140), qui épouse Guillaume-Hugues II, seigneur de Monteil, issu de la famille d'Adhémar).